# 包洛陶萨拉什
包洛陶萨拉什（匈牙利語：Balotaszállás）是匈牙利南部巴奇-基什孔州所辖的一个村，与小萨拉什相邻，总面积104.94平方公里，总人口1657，人口密度15.78人/平方公里（2005年）。地理坐标为46°21′N 19°32′E。